# Annicco
Annicco é uma comuna italiana da região da Lombardia, província de Cremona, com cerca de 1.897 habitantes. Estende-se por uma área de 19 km², tendo uma densidade populacional de 100 hab/km². Faz fronteira com Cappella Cantone, Casalmorano, Grumello Cremonese ed Uniti, Paderno Ponchielli, Sesto ed Uniti, Soresina.

## Demografia
| Variação demográfica do município entre 1861 e 2011                               |
|                                                                                   |
| Fonte: Istituto Nazionale di Statistica (ISTAT) - Elaboração gráfica da Wikipedia |